# Leitmotiv (gruppo musicale)
I Leitmotiv sono un gruppo musicale italiano nato a Sava nel 2002.

## Storia
Nei primi anni di attività registrano e pubblicano due demo che attirano l'attenzione di Mario Riso, batterista dei Rezophonic, e permettono ai Leitmotiv di suonare in giro per l'Italia e di partecipare a una serie di concorsi, fino alla vittoria di Arezzo Wave Puglia nel 2007. In questa occasione incontrano Amerigo Verardi, che diventa produttore del primo CD L'Audace bianco sporca il resto (La Fabbrica / Compagnia Nuove Indye)
, disco della settimana su Caterpillar (Rai Radio 2).
L'album viene supportato da un tour di un centinaio di date, che porta i Leitmotiv anche all'estero, con la partecipazione alla Biennale dei Giovani Artisti del Mediterraneo di Skopje ed al Festival Monkey Week di Siviglia, nell'ottobre del 2009.
Nel 2011 pubblicano il secondo album Psychobabele (Pelagonia Dischi / Trovarobato / Audioglobe), ugualmente prodotto da Amerigo Verardi. Il video dell'omonimo singolo viene trasmesso su Rai Music e viene premiato come miglior corto, sezione animazione, nel Salento Finibus Terrae. Segue un lungo tour che passa da numerosi music club italiani (La Casa 139 di Milano, l'Arteria di Bologna, il Contestaccio di Roma, il Tambourine Club di Seregno) e porta i Leitmotiv ad aprire il concerto dei 24 Grana al C.S.O. Pedro di Padova il 30 aprile 2011. Tra le date spicca la tappa dell'Are' Rock Festival a Durazzo, in piazza Taulantia, il 15 maggio 2010, insieme a Camillorè, Erica Mou, One Way Ticket, in apertura del concerto de La Fame di Camilla.

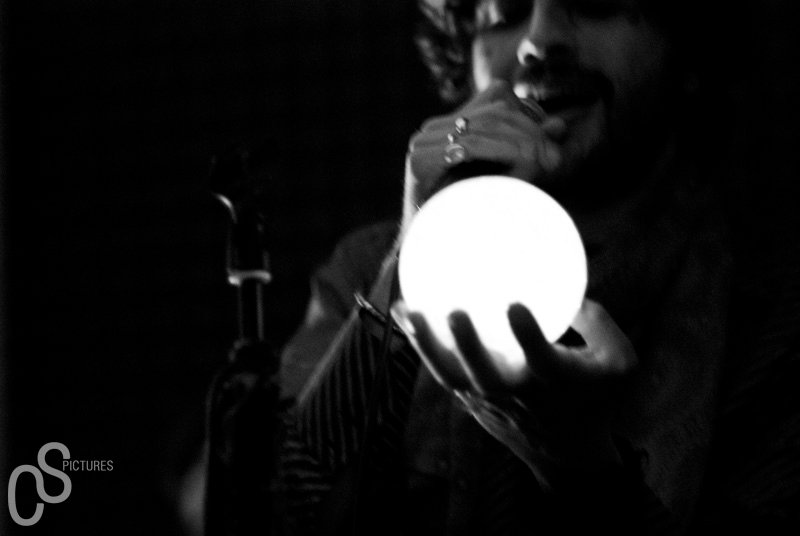
Leitmotiv dal vivo nel 2011 (foto di Cinzia Salvatori)

Il 2012 è l'anno della pubblicazione di A Tremulaterra (Pelagonia Dischi / Believe), presentato in anteprima da Rockerilla.
Il brano Silent night viene incluso nella compilation Puglia Sounds allegata al numero di novembre 2013 della rivista La Repubblica XL.
Nel 2015 viene pubblicato il quarto album I Vagabondi (La Fabbrica / Audioglobe).
L'album viene presentato in anteprima su Sentire Ascoltare e con uno showcase nella trasmissione Music Club di Rai Radio 1 il 6 maggio 2015.
Segue un tour di un centinaio di date che attraversa tutta l'Italia, dalla Officine Corsare di Torino il 6 febbraio 2015, al Circolo ZEI di Lecce il 23 dicembre 2015, passando per la partecipazione al Carroponte Festival di Sesto San Giovanni il 16 agosto 2015.
Nel 2017 i Leitmotiv si riducono ad un trio e tornano sul palco a dicembre dello stesso anno al Villanova Music Club di Pulsano con una formazione che vede Ciccio Barletta (Elektrojezus) alla chitarra e ai campionatori.
Nell'estate del 2019 partecipano al Cinzella Festival presso le Cave di Fantiano a Grottaglie, in apertura a Marlene Kuntz e White Lies, questa volta accompagnati alla chitarra da Elio di Menza di Elius Inferno & The Magic Octagram.
Il 23 gennaio 2020 presentano lo spettacolo-concerto U munn, lettere dal coprifuoco al Teatro Fusco di Taranto.

## Stile musicale
Lo stile musicale dei Leitmotiv è legato al Rock e al Folk rock e si arricchisce di una componente teatrale, curata dal cantante Giorgio Consoli, diplomatosi attore professionista con specializzazione nel 2005 alla Scuola del Piccolo Teatro diretta da Luca Ronconi.

## Formazione

### Formazione attuale
- Giorgio Consoli: voce (2002-2020)
- Giuseppe Soloperto - basso (2002-2020)
- Dino Semeraro - batteria (2002-2020)
- Natty Lomartire - chitarra (2007-2020)

### Ex componenti
- Giovanni Sileno - piano e chitarre (2002-2011)